# DC Universe (franchise)
Pour les articles homonymes, voir DCU.
Cet article concerne le deuxième univers cinématographique. Pour le premier, voir DC Extended Universe.
 Pour plus de détails, voir Fiche technique et Distribution
Le DC Universe (abrégé en DCU) est une franchise cinématographique produite par DC Studios et distribuée par Warner Bros. Il s'agit d'un univers étendu et partagé mettant en scène des super-héros des bandes dessinées de DC Comics. Il succède au DC Extended Universe qui s'est achevé en 2023 avec Aquaman et le Royaume perdu. Il s'agit donc d'un reboot de cette ancienne franchise qui avait débuté en 2013 avec Man of Steel. Ce nouvel univers est créé et développé par James Gunn et Peter Safran, nommés à la tête de DC Studios en novembre 2022.
Contrairement au précédent univers cinématographique, celui-ci présentera une continuité et une histoire unies à travers les films en prises de vues réelles, les séries télévisées, l'animation et les jeux vidéo. Les autres projets d'adaptations DC qui ne s'inscriront pas dans cette continuité seront présentés sous la bannière DC Elseworlds.
L'intrigue de l'univers sera divisée en chapitres. Le premier sera intitulé « Gods and Monsters » (« Dieux et monstres »), qui débutera en 2024 avec la série animée Creature Commandos. Le premier long métrage du DC Universe est Superman (2025), considéré par James Gunn et Peter Safran comme le véritable début de la franchise.

## Développement
En 2022, afin de revaloriser la franchise DC, Warner Bros. Discovery annonce la nomination de James Gunn et Peter Safran comme co-présidents de DC Studios. Il ont, entre autres, la tâche de mener à bien les projets du nouvel univers basé sur les bandes dessinés DC, le DC Universe, en définissant une ligne de cohérence claire entre les œuvres cinématographiques, les séries et les jeux vidéos, à la manière de ce qui se passe chez Marvel Studios avec leur Marvel Cinematic Universe.

## Liste des œuvres faisant parties du DCU

### Films
| Film                            | Date de sortie                     | Réalisation                    | Scénario                       | Production                                         | Statut                         |
| Chapitre 1 : Gods and Monsters  | Chapitre 1 : Gods and Monsters     | Chapitre 1 : Gods and Monsters | Chapitre 1 : Gods and Monsters | Chapitre 1 : Gods and Monsters                     | Chapitre 1 : Gods and Monsters |
| ------------------------------- | ---------------------------------- | ------------------------------ | ------------------------------ | -------------------------------------------------- | ------------------------------ |
| Superman                        | 11 juillet 2025 9 juillet 2025     | James Gunn                     | James Gunn                     | James Gunn et Peter Safran                         | Sorti                          |
| Supergirl                       | 26 juin 2026 24 juin 2026          | Craig Gillespie                | Ana Nogueira                   | James Gunn et Peter Safran                         | En post-production             |
| Clayface                        | 11 septembre 2026 9 septembre 2026 | James Watkins                  | Mike Flanagan                  | James Gunn, Peter Safran, Matt Reeves, Lynn Harris | En pré-production              |
| Teen Titans                     | NC                                 | NC                             | Ana Nogueira                   | James Gunn et Peter Safran                         | En cours d'écriture            |
| Wonder Woman                    | NC                                 | NC                             | Ana Nogueira                   | James Gunn et Peter Safran                         | En cours d'écriture            |
| Swamp Thing                     | NC                                 | James Mangold                  | James Mangold                  | James Gunn et Peter Safran                         | En cours d'écriture            |
| The Authority                   | NC                                 | NC                             | NC                             | James Gunn et Peter Safran                         | En développement               |
| Batman : The Brave and the Bold | NC                                 | Andy Muschietti                | NC                             | James Gunn, Peter Safran et Barbara Muschietti     | En développement               |

#### Superman(2025)
Bien qu'il ne s'agisse pas d'une origin story (en), le film se concentre sur une jeune version de Superman, alors qu'il entreprend un voyage pour réconcilier son héritage kryptonien avec sa famille humaine de Smallville.
Après avoir été nommé comme coprésident de DC Studios en novembre 2022, James Gunn annonce rapidement qu'il va écrire un nouveau film Superman. En décembre, il est précisé que ce film est la priorité du studio. Le cinéaste signale ensuite qu'il s'inspire notamment de la série de comics All-Star Superman (2005–2008). En juin 2023, David Corenswet et Rachel Brosnahan sont respectivement annoncés pour incarner Superman et Lois Lane. Le tournage doit débuter en mars 2024 dans les Trilith Studios près d'Atlanta. Initialement intitulé Superman: Legacy, le film est finalement renommé Superman. Il sort dans les salles de cinéma en juillet 2025 : il récolte plus de 500 millions de dollars au box-office mondial.

#### Supergirl
Dès l'annonce des projets en janvier 2023, Peter Safran et James Gunn évoquent une adaptation de la série de comics Supergirl: Woman of Tomorrow (2021–2022) de Tom King et Bilquis Evely,. En novembre 2023, Ana Nogueira (en) est engagée pour écrire le scénario. Milly Alcock est choisie pour incarner Supergirl en janvier 2024, qu'elle incarnera tout d'abord dans Superman,. Le tournage devrait débuter courant 2024,.
James Gunn décrit ce projet comme « un grand film épique de science-fiction » et un « beau conte qui s'étend sur plusieurs étoiles, ». Le film mettra en contraste le personnage blasé Kara Zor-El (qui a grandi sur une Krypton détruite et a vu ses proches mourir) par rapport à son cousin Superman qui a été élevé sur Terre par des parents aimants,.

#### The Authority
Une adaptation de la série de comics the Authority est l'un des premiers projets annoncés car les plans de DC Studios sont révélés en janvier 2023. Cette série de comics, initialement publiée chez Wildstorm et créée par Warren Ellis et Bryan Hitch, avait été acquise par DC Comics en 2011 et incluse à l'univers DC. De même, James Gunn et Peter Safran annoncent avoir l'intention d'inclure les personnages de WildStorm dans leur propre continuité, en commençant par The Authority.

#### Batman: The Brave and the Bold
C'est l'un des premiers films annoncés. Il est précisé qu'il inclura plusieurs personnages de la Bat-Family notamment Damian Wayne en Robin. James Gunn a déclaré que le long métrage serait une « étrange histoire de père et de fils » sur Batman et Robin,.
Après l'embauche de James Gunn et Peter Safran, David Zaslav — président de la maison-mère Warner Bros. Discovery — déclare à propos de leur nouveau plan pour l'univers DC : « Il n'y aura pas quatre Batman. » En décembre 2022, James Gunn révèle que Batman sera une part importante de ce nouvel univers. Lorsque James Gunn et Peter Safran ont dévoilé les premiers projets un mois plus tard, ils ont inclus The Brave and the Bold qui présentera le Batman de cet univers. James Gunn a déclaré que le film était basé sur la série de bandes dessinées de Grant Morrison publiée de 2006 à 2013,. Il est alors précisé que Ben Affleck ne reprendra pas son rôle et que la version du personnage du film The Batman de Matt Reeves sera indépendante au sein du label DC Elseworlds. Déjà réalisateur de The Flash (2023), Andy Muschietti est annoncé à la réalisation en juin 2023. Sa sœur Barbara Muschietti (en) participe à la production aux côtés de James Gunn et Peter Safran.

#### Swamp Thing
Un projet d'adaptation sur le personnage de Swamp Thing créé par Len Wein et Berni Wrightson en film d'horreur est en cours de développement. James Mangold a été annoncé pour le réaliser.

### Séries télévisées
Toutes les séries de l'univers seront diffusées sur le service de diffusion en continu HBO Max.
| Séries             | Saison(s) | Nombre d'épisodes | Création                        | Partenaires de production                                               | Diffuseur d'origine | Date de sortie                   |
| ------------------ | --------- | ----------------- | ------------------------------- | ----------------------------------------------------------------------- | ------------------- | -------------------------------- |
| Creature Commandos | 1         | 7                 | James Gunn                      | DC Studios, Warner Bros. Television, Warner Bros. Animation, Bobbypills | Max                 | 5 décembre 2024 - 9 janvier 2025 |
| Creature Commandos | 2         | NC                | James Gunn                      | DC Studios, Warner Bros. Television, Warner Bros. Animation, Bobbypills | HBO Max             | NC                               |
| Peacemaker         | 2         | 8                 | James Gunn                      | DC Studios, Warner Bros. Television                                     | HBO Max             | 21 août 2025 - 9 octobre 2025    |
| Lanterns           | 1         | 8                 | Chris Mundy                     | HBO, DC Studios, Warner Bros. Television                                | HBO                 | 2026                             |
| Blue Beetle        | 1         | NC                | Miguel Puga                     | DC Studios, Warner Bros. Television, Warner Bros. Animation             | NC                  | NC                               |
| Waller             | 1         | NC                | Christal Henry et Jeremy Carver | DC Studios, Warner Bros. Television                                     | NC                  | NC                               |
| Booster Gold       | 1         | NC                | David Jenkins                   | DC Studios, Warner Bros. Television                                     | HBO Max             | NC                               |
| Paradise Lost      | 1         | NC                | NC                              | DC Studios, Warner Bros. Television                                     | NC                  | NC                               |

#### Creature Commandos
James Gunn est engagé en octobre 2018 pour écrire et réaliser The Suicide Squad (2021),, une suite autonome du film du DC Extended Universe (DCEU) Suicide Squad (2016) de David Ayer qui conserve certains acteurs mais raconte sa propre histoire. Il travaille avec le producteur Peter Safran, qui a également produit les films du DCEU Aquaman (2018) et Shazam ! (2019) Ils ont ensuite développé The Suicide Squad en une série télévisée dérivée, Peacemaker (2022-présent), pour le service de streaming HBO Max Discovery Inc. et WarnerMedia, la société mère de Warner Bros. ont fusionné en avril 2022 pour devenir Warner Bros. Discovery (WBD), dirigée par le président et chef de la direction David Zaslav. La nouvelle société devait restructurer DC Entertainment et David Zaslav a commencé à chercher un équivalent au président de Marvel Studios, Kevin Feige, pour diriger la nouvelle filialeJames Gunn et Peter Safran ont été annoncés comme coprésidents et co-PDG des DC Studios nouvellement formés à la fin du mois d'octobre 2022. Une semaine après leur entrée en fonction, ils ont commencé à élaborer un plan de huit à dix ans pour un nouveau DC Universe (DCU) qui serait un « soft reboot » du DCEU,,James Gunn et Peter Safran ont déclaré que certains membres de la distribution reviendraient de The Suicide Squad et Peacemaker dans le DCU, et qu'une « mémoire approximative » des événements de ces projets subsisterait.

#### Peacemaker- saison 2
HBO Max annonce une seconde saison à Peacemaker en février 2022. James Gunn est alors confirmé comme réalisateur et scénariste des 8 épisodes,. Il déclare alors qu'il explorera les répercussions, bonnes et mauvaises, des événements de la première saison. En février 2023, le cinéaste confirme que la série n'a pas été annulée malgré les changements au sein de DC et que le travail sur la saison 2 débutera après celui sur la série Waller, avant de dire plus tard que ce sera son projet suivant après Superman: Legacy,. James Gunn révèle écrire la saison en octobre 2023. Il confirme alors que cette 2e saison sera intégrée à la continuité du futur univers partagé et qu'elle expliquera ce changement.

#### Autres projets
D'autres projets pour lesquels le public a très peu d'informations ont été annoncés. Ceux-ci inclus les séries télévisées Waller, Lanterns, Paradise Lost et Booster Gold.

### Jeux vidéo
Après avoir annoncé les premiers projets du DC Universe, James Gunn confirme son intention d'inclure de nouveaux jeux vidéo prenant place dans l'intrigue globale de l'univers partagé. Il explique que ces jeux seront utilisés pour raconter de nouvelles histoires qui pourraient combler le fossé entre les films et les séries. Ils seront cependant développés pour que le public qui ne joue pas aux jeux vidéo ne manque aucun élément global de l'histoire. Le cinéaste précise que cela prendra environ quatre ans. Warner Bros. Games commence à développer des jeux en janvier 2024.

## Accueil